# 帯谷博明
帯谷 博明（おびたに ひろあき、1973年 - ）は、日本の社会学者。甲南大学文学部教授。博士（文学）。専門社会調査士。
専門は、環境社会学、地域社会論、市民セクター・NPO研究。

## 略歴
1973年奈良県生まれ。奈良県立畝傍高等学校卒業、大阪大学法学部卒業。東北大学大学院文学研究科博士後期課程（社会学専修分野）修了。博士（文学）。
立正大学文学部専任講師、奈良女子大学文学部講師、同准教授などを経て、2017年より現職。

## 著書

### 単著
- 『水環境ガバナンスの社会学――開発・災害・市民参加』昭和堂、2021年[3]
- 『ダム建設をめぐる環境運動と地域再生――対立と協働のダイナミズム』昭和堂、2004年 ISBN 4-8122-0422-4
- 『댐 건설을 둘러싼 환경운동과 지역발전――대립과 협동의 역동성』잉걸（Ingle Publishing）2010 ISBN 978-89-89757-14-6

### 編著
- 『よくわかる環境社会学（第2版）』ミネルヴァ書房、2017年（鳥越皓之との共編著；初版は2009年）ISBN 978-4-623-07934-6

### 分担執筆
- 早坂裕子・広井良典編『みらいを拓く社会学』ミネルヴァ書房、2004年
- 東北都市学会編『東北都市事典』仙台共同印刷、2004年
- 日本科学者会議編『環境事典』旬報社、2008年
- 松野弘・土岐寛・徳田賢二編『現代地域問題の研究――対立的位相から協働的位相へ』ミネルヴァ書房、2009年
- 山口英昌監修『食の安全事典』旬報社、2009年
- 奈良女子大学なら学プロジェクト編『大学的奈良ガイド――こだわりの歩き方』昭和堂、2009年
- 『環境総合年表』編集委員会編『環境総合年表（1976-2005）』すいれん舎、2010年
- 井上俊・長谷正人編『文化社会学入門――テーマとツール』ミネルヴァ書房、2010年
- 安村克己・堀野正人・遠藤英樹・寺岡伸悟編『よくわかる観光社会学』ミネルヴァ書房、2011年
- 地域社会学会編『新版 キーワード地域社会学』ハーベスト社、2011年
- 社会調査協会編『社会調査事典』丸善出版、2014年
- 長谷川公一・保母武彦・尾崎寛直編『岐路に立つ震災復興――地域の再生か消滅か』東京大学出版会、2016年
- 松野弘編『現代社会論――社会的課題の分析と解決の方策』ミネルヴァ書房、2017年
- 遠藤薫編『ソーシャルメディアと公共性――リスク社会のソーシャル・キャピタル』東京大学出版会、2018年
- 佐藤嘉倫編『ソーシャル・キャピタルと社会――社会学における研究のフロンティア』ミネルヴァ書房、2018年
- 長谷川公一編『社会運動の現在――市民社会の声』有斐閣、2020年

### 翻訳（共訳）
- R. ストッカー著（帯谷博明・水垣源太郎・寺岡伸悟訳）『コミュニティを変えるアクションリサーチ――参加型調査の実践手法』ミネルヴァ書房、2023年[4]
- J. J. カッシオーラ著（松野弘監訳）『産業文明の死――経済成長の限界と先進産業社会の再政治化』ミネルヴァ書房、2014年